# Oliveoniaceae
Oliveoniaceae P. Roberts – rodzina grzybów znajdująca się w rzędzie pieprznikowców (Cantharellales).

## Systematyka
Pozycja w klasyfikacji według Index Fungorum: Oliveoniaceae, Cantharellales, Incertae sedis, Agaricomycetes, Agaricomycotina, Basidiomycota, Fungi.
Według Dictionary of the Fungi jest to takson monotypowy:
- rodzaj Oliveonia Donk 1958 – woskóweczka[2]

Polskie nazwy na podstawie pracy Władysława Wojewody z 2003 r.